# Малюк (фільм)
«Малю́к» (англ. The Kid) — американський німий фільм, комедійна драма 1921 року, один з перших голлівудських фільмів, у якому були поєднані комедійний та драматичний жанри. Це перша повнометражна режисерська робота Чарлі Чапліна, для якої він написав сюжет, був продюсером та зіграв головну роль як актор. Сюжет стрічки обертається навколо малої дитини, яку кинула мати незабаром після народження і яку випадково знаходить волоцюга, який починає вчити малюка тому, що знає сам.
Фільм мав величезний касовий успіх, і був другим фільмом за касовими зборами в США в 1921 році (його випередив лише фільм Рекса Інгрема «Чотири вершники Апокаліпсиса» з Рудольфом Валентіно).
Фільм вважають одним із найкращих фільмів в історії кінематографа. На 1 березня 2024 року фільм займав 134-ту позицію у списку 250 кращих фільмів за версією IMDb.

## Сюжет
|  | Це велика картина, над якою знаменитий комік працював цілий рік |

Одинока мати (Една Перваєнс) залишає благодійну лікарню зі своїм новонародженим сином. Батьком хлопчика, напевно, є художник (Карл Міллер). Він розглядає світлину матері хлопчика, але коли вона випадково падає у вогонь, що зігріває кімнату, він спочатку витягає її, та побачивши, що вона обгоріла, кидає її назад догорати. Вочевидь, для нього ця жінка вже в минулому.
Не маючи фінансової підтримки, мати вирішує відмовитися від своєї дитини, щоб забезпечити їй краще майбутнє. Вона підкидає новонародженого на заднє сидіння дорогого автомобіля з запискою, у якій просить піклуватися про дитину, у надії забезпечити їй краще життя. Однак автомобіль викрадають двоє злодіїв. Коли вони знаходять дитину, то безжалісно покидають її на вулиці біля смітників.
Дитину випадково знаходить волоцюга (Чарлі Чаплін), котрий живе неподалік у комірчині під дахом. Не знаючи, що робити з дитиною, і не бажаючи залишити її на смітнику, він пробує підкинути її жінці, яка має власну дитину. Однак це йому не вдається, він приносить хлопчика до своєї комірчини й дає Малюкові ім'я Джон.

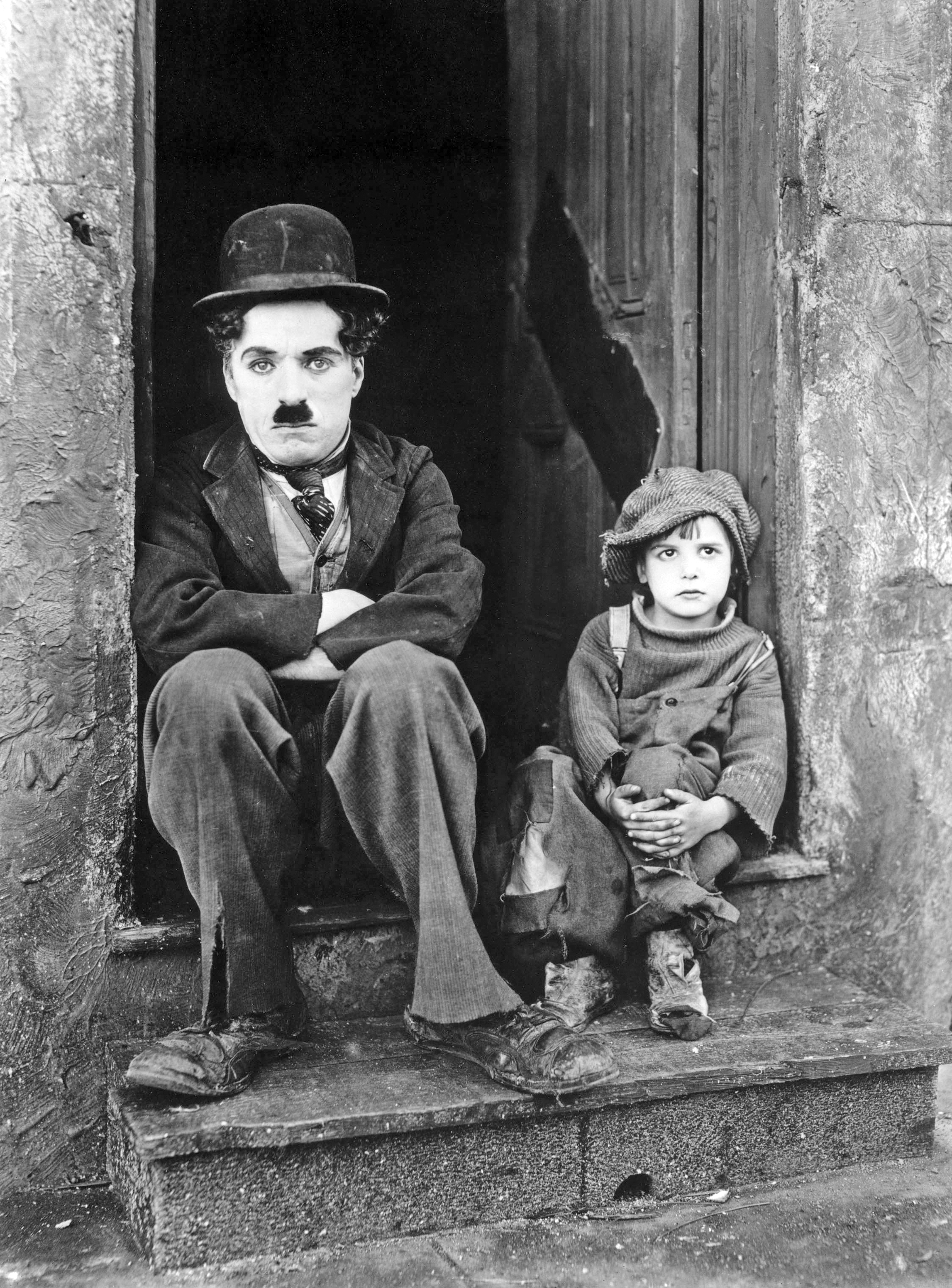
Чарлі Чаплін та Джекі Куган у фільмі «Малюк»

Минає п'ять років. Малюк (Джекі Куган) підріс і допомагає волоцюзі — вони разом заробляють на життя. Малюк розбиває вікна, а скляр-волоцюга, який «випадково» опиняється поряд, вставляє нові. Так триває доти, доки їх не ловить на місці злочину поліцейський. Втечі від поліції, бійки з місцевими хуліганами, напівголодне існування — життя волоцюги й Малюка не можна назвати легким, але вони чудово розуміють один одного й живуть як справжня родина, як батько та син.
Однак незабаром хлопчик занедужує. Запрошений лікар виявляє, що хлопчик не всиновлений і є, по суті, безпритульним. Він повідомляє про це соціальній службі, і чиновники в супроводі поліції приходять до комірчини волоцюги, силою відбирають у нього Малюка й відвозять у кузові вантажівки. Волоцюга дахами наздоганяє автомобіль, майже чудом повертає Малюка й ховається з ним у нічліжці.
У цей час мати Малюка, яка стала відомою артисткою, розміщує в газеті оголошення: тому, хто знайде її сина, обіцяно винагороду. Оголошення потрапляє на очі господареві нічліжки, де ховаються Малюк і волоцюга. Вночі, коли Волоцюга засинає, господар краде хлопчика й відносить його до поліцейської дільниці.
Прокинувшись і не знайшовши Малюка, Волоцюга кидається шукати його, але без успіху. Змучений, він засинає на ґанку своєї комірчини, двері якої забито й запечатано. Йому сниться сон, що він і Малюк померли й потрапили до Раю. У Раю все так само як і в житті, — той самий нужденний квартал, тільки повитий білими квітами, ті ж бродячі собаки, ті ж бандити й поліцейські, тільки в усіх тепер білі мантії й ангельські крила. Всі поводяться тепер добре, ніхто волоцюгу та Малюка не ображає. Однак через недогляд апостола Петра до Раю прослизають чорти, які пробуджують у жителів Раю забуті людські пристрасті та бажання. Ангели-поліцейські намагаються навести лад, починають стріляти та «вбивають» волоцюгу, відправляючи його назад на Землю.
Волоцюга прокидається від того, що його трясе за комір поліцейський. Його кидають у поліцейську машину й везуть, але не до тюрми, як можна було очікувати, а до якоїсь багатої вілли. Там на нього чекають щасливі й вдячні Малюк та його мама.

## Актори

### Головні ролі
|                         |
| Чарлі Чаплін — Волоцюга |

|                     |
| Джекі Куган — Малюк |

|                             |
| Една Перваєнс — Мати Малюка |

|                        |
| Карл Міллер — Художник |

### Другорядні ролі

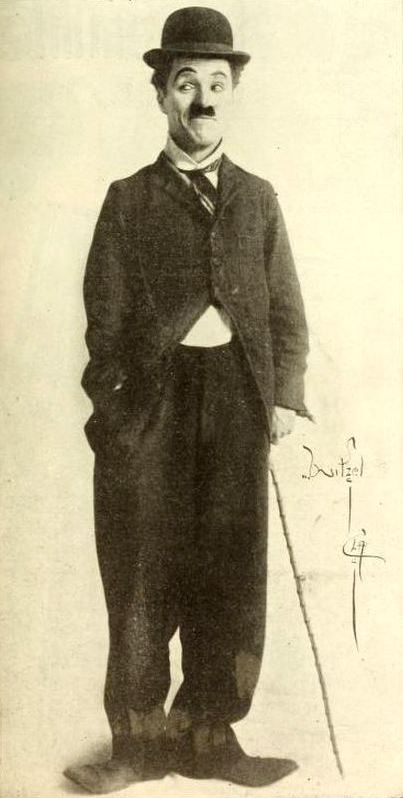
Чарлі Чаплін — режисер, сценарист, продюсер та композитор фільму

|                           |
| Том Вілсон — Поліцейський |

|                   |
| Літа Грей — Ангел |

|                                          |
| Генрі Бергман — Власник нічного притулку |

Серед другорядних ролей:
- Альберт Остін — чоловік в притулку
- Бела Бейнс — наречена
- Роберт Данбар — наречений
- Неллі Блай Бейкер — медсестра
- Ф. Блінн — його помічник
- Кітті Бредбері — мати нареченої
- Френк Кампео — соціальний працівник
- Блісс Шевальє — масовка
- Френсіс Кокрен — масовка
- Елсі Кодд — масовка
- Джек Куган (старший) — Диявол
- Естель Кук — масовка
- Лілліан Крейн — масовка
- Філіп Д'Онч — масовка
- Флоретт Фолкнер — масовка
- Руперт Франклін — масовка
- Седі Гордон — масовка
- Френк Гейл — масовка
- Марта Холл — масовка
- Жуль Генфт — лікар
- Луїз Хетувей — масовка
- Бейбі Хетувей — Малюк (немовля)
- Флора Говард — подружка нареченої
- Ед Хант — масовка
- Лулу Дженкс — масовка
- Ірен Дженнінгс — масовка
- Кетлін Кей — покоївка
- Грейс Келлер — масовка
- Сара Кернан — масовка
- Реймонд Лі — його молодший брат
- Волтер Лінч — жорстокий поліцейський
- В. Медісон — масовка
- Клайд МакЕті — масовка
- Джон МакКіннон — шеф поліції
- Етель О'Ніл — масовка
- Лью Паркер — масовка
- Чарльз А. Пірс — масовка
- Лаура Поллард — масовка
- Еванс Квірк — масовка
- Естер Ралстон — масовка
- Гранівіль Редмонд — друг художника
- Чарльз Райснер — хуліган
- Генрі Розер — масовка
- Дж. Б. Расселл — масовка
- Джордж В. Шелдон — масовка
- Едгар Шеррод — священник
- Елсі Сіндора — подружка нареченої
- Мінні Стернс — божевільна жінка
- Мазер Вінот — масовка
- Мей Вайт — покоївка
- С. Д. Вілкокс — поліцейський
- Бейбі Вілсон — дитина в колясці
- Едіт Вілсон — дама з дитячою коляскою
- Аманда Янец — масовка
- Бейбі Янец — масовка
- Елсі Янг — масовка

## Знімальна група
До знімальної групи входили:
- Режисер: Чарлі Чаплін
- Продюсер: Чарлі Чаплін
- Сценарист: Чарлі Чаплін
- Оператор: Роланд Тотеро
- Композитор: Чарлі Чаплін
- Монтаж: Чарлі Чаплін
- Артдиректор: Чарльз Д. Холл
- Помічники режисера: Френк Повольні, А. Едвард Сазерленд
- Помічники оператора: Г. Венгер, Джек Вілсон
- Костюмер: Мазер Вінот

## Виробництво

### Знімання фільму
Фільм «Малюк» — найвитонченіша робота у фільмографії Чарлі Чапліна. Перша повнометражна стрічка давалася йому непросто. Режисер переживав важку творчу кризу, але підготовка до знімання ішла всупереч усьому. Роль Малюка одразу віддали Джекі Кугану. Знайшов його Чаплін у мюзик-холі, де хлопчик виступав врі́вні з дорослими.

Цим фільмом Чарлі фактично створив Джекі Кугана як актора, а також сформував тематику більшості майбутніх його фільмів.

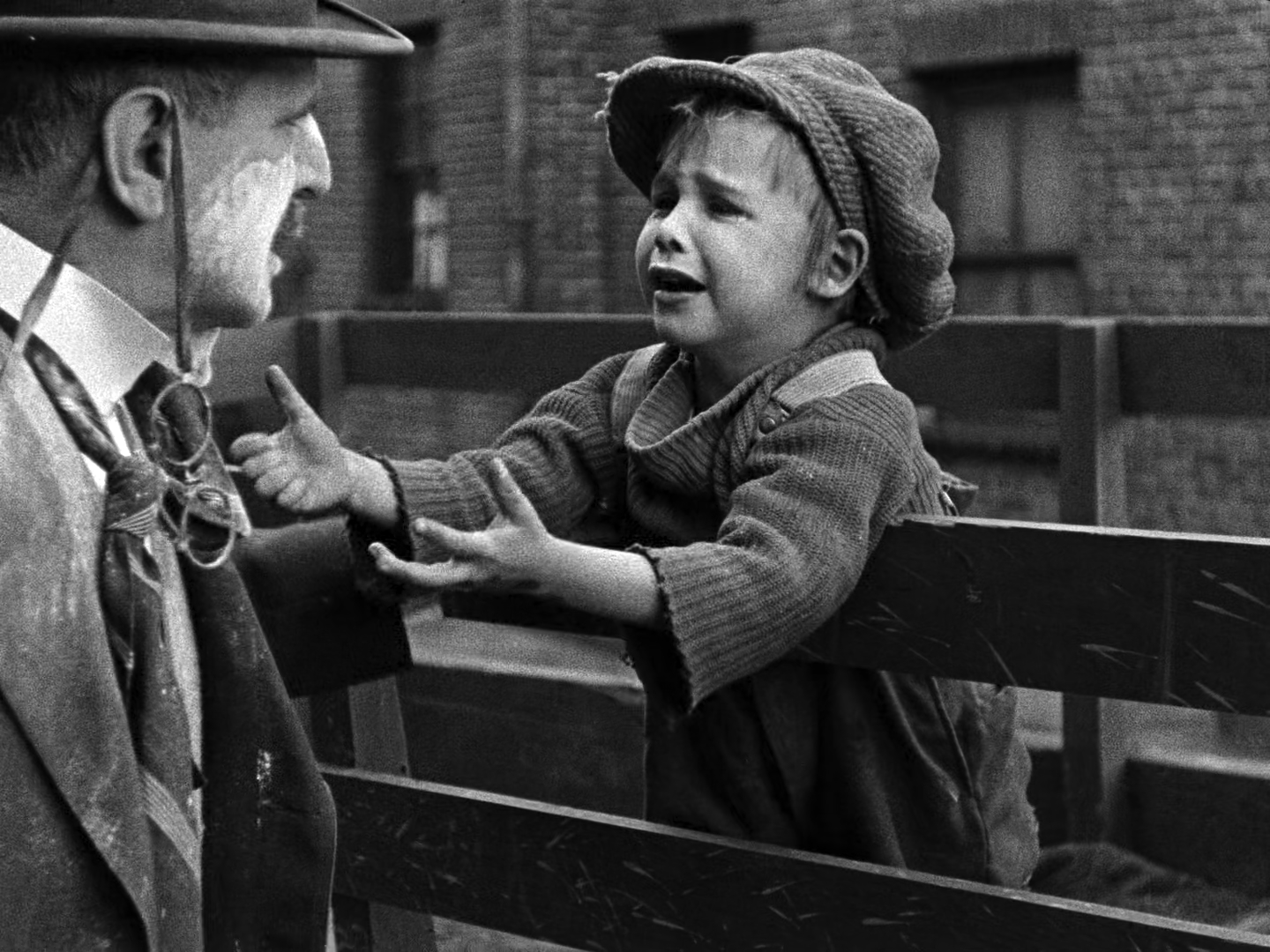
Сцена викрадення Малюка

 Знімання фільму почали у липні 1919 року. Спочатку фільм отримав назву «Безпритульний» (англ. The Waif), однак уже в процесі роботи над ним Чарлі перейменував його на «Малюк» (англ. The Kid).
Чаплін знімав «Малюка» за договором із компанією «First National», який передбачав створення ним восьми короткометражних фільмів. Хоча «Малюк» був повнометражним фільмом (6 частин), компанія спробувала «зарахувати» його як короткометражний та виплатити за нього Чапліну втричі меншу суму, ніж він розраховував (500 тисяч доларів замість 1,5 мільйона). Не бажаючи приймати ці умови, Чаплін забрав копію фільму й торгувався з компанією доти, доки не домігся прийнятних для себе умов.
Знімання фільму було завершено 1920 року незабаром після розлучення Чапліна з його першою дружиною Мілдред Гарріс, яка намагалася в суді конфіскувати на свою користь відзнятий матеріал. Чаплін змушений був забрати плівку зі студії в Солт-Лейк-Сіті, де, ховаючись від судових виконавців, завершив монтаж фільму.

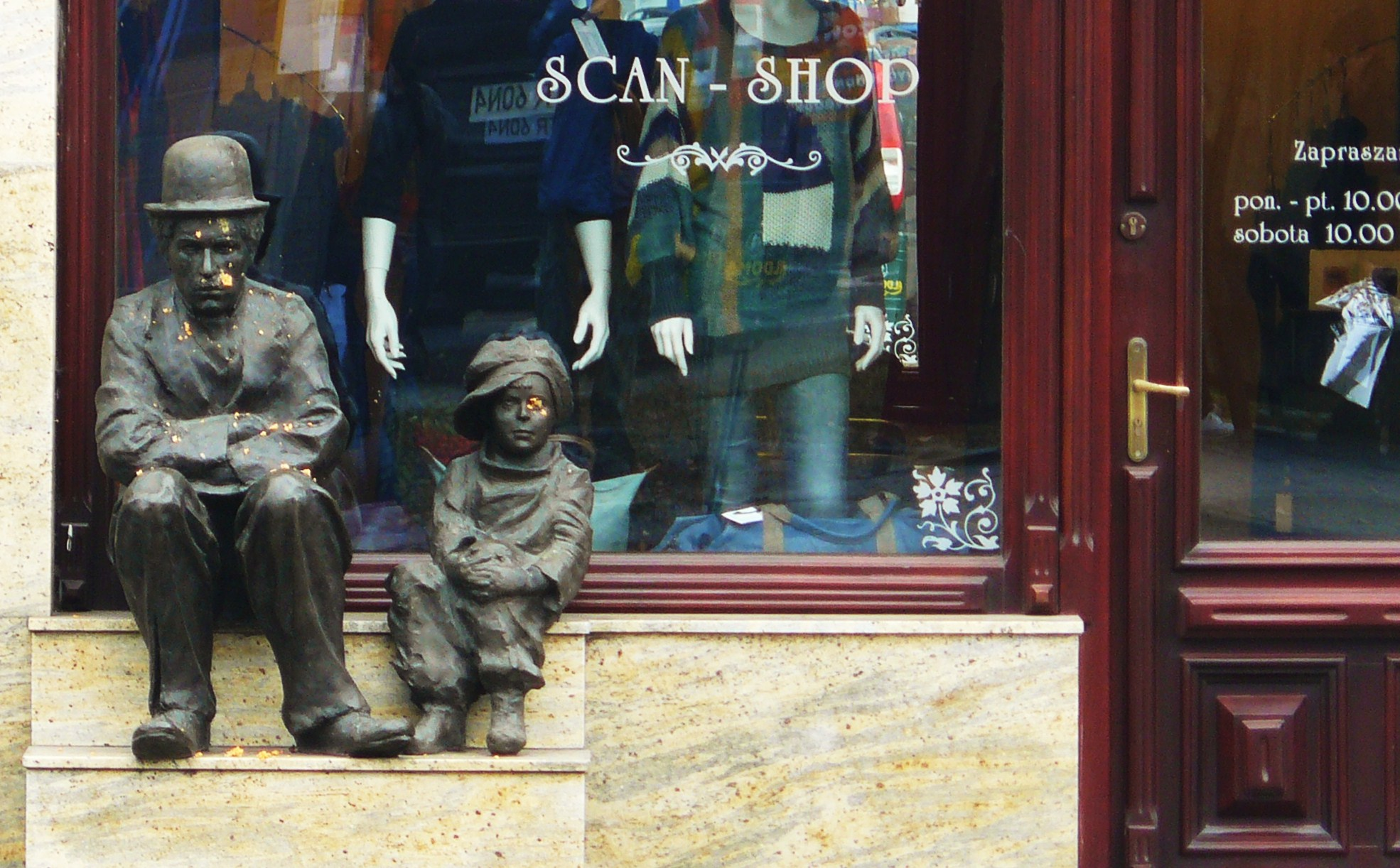
Пам'ятник Чарлі Чапліну та Джекі Кугану в Хелмжі

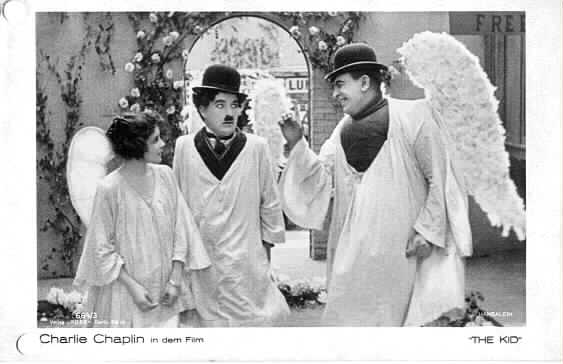
Волоцюга в раю

Про режисерську вимогливість Чапліна можна робити висновок з того, що у готовий фільм увійшло менше ніж 2% від знятого матеріалу (співвідношення нехарактерне для кінематографа того часу).
Знімання фільму тривало 154 робочих дні, а ще 118 робочих днів знадобилося для його монтажу. Прем'єра фільму відбулася у Нью-Йорку 21 січня 1921 р..
Фільм став етапним і для творчості Чапліна, і для всього німого кінематографа. Це був перший повнометражний авторський фільм Чапліна, котрий довів, що його стилістика й постановчий підхід цілком здатні існувати не тільки у звичному для публіки короткому метражі. Комедійні епізоди поєднувалися у фільмі з глибокою лірикою, драматизмом сюжету, жорстокою соціальною критикою й метафоричними кадрами. Чапліну блискуче вдалося змусити глядача глибоко співчувати персонажам, реалістично показати життя міських «низів».
1971 року Чаплін випустив у прокат оновлену версію «Малюка» зі спеціально написаним для фільму музичним супроводом. Серед музики використаної у переробленій версії 1971 року, зокрема були музичні лейтмотиви Шостої симфонії Чайковського.

### Кошторис
Кошторис для фільму у розмірі $250 тис. надав один з найбільших банків Америки — Bank of America.

## Відгуки кінокритиків
Фільм отримав позитивні відгуки від кінокритиків. На сайті Rotten Tomatoes Малюк має рейтинг 100% від критиків, а рейтинг відвідувачів сайту — 96%. На сайті Internet Movie Database фільм посідає 99 місце у списку TOP 250 найкращих фільмів.
У грудні 2011 року фільм був включений бібліотекою Конгресу до Національного реєстру фільмів США за «майстерне злиття зворушливої драми, соціальних коментарів та винахідницької комедії».
|                                                        | «Малюк» — це народна казка про нещасну матір, яка кинула свою дитину, та про волоцюгу, який його всиновив та оберігав від зла |
| — Російський кінорежисер та педагог Григорій Козінцев, | |

|                    | Я обожнюю цю картину. Вона зворушлива, сентиментальна, смішна. А ще в ній грає дивовижний хлопчик. Чаплін взагалі ніколи нікому не дозволяв стати з ним на одну дошку. Він завжди працював один. Тільки коли Бастер Кітон практично перестав зніматися, Чаплін запросив його в партнери. Чаплін думав, що Кітон йому нестрашний, а виявилося, що Кітон переграв свого напарника. І з «Малюком» та ж історія. Хлопець, якого Чаплін взяв у своє кіно, виявився настільки талановитим, що в деяких сценах виглядав навіть краще, ніж сам Чарлі. |
| — Іван Диховичний, | |

## Назви фільму у різних країнах
Назви фільму у різних країнах:
- Аргентина — El Pibe, El chico (альтернативна назва)
- Болгарія — Хлапето
- Бразилія — O Garoto
- Греція — Το χαμίνι, To hamini (назва перевидання), O Charlot kai to hamini (назва перевидання)
- Данія — Chaplins plejebarn, Charlies plejebarn (назва для DVD)
- Естонія — The Kid
- Іспанія — El Chico, El vailet (назва каталонською)
- Італія — Il monello
- Мексика — El chiquillo, El chico (назва для DVD)
- Німеччина — Der Vagabund und das Kind
- Норвегія — Småen
- Польща — Brzdąc
- Португалія — O Garoto de Charlot
- Румунія — Piciul
- Сербія — Mališan
- Туреччина — Yumurcak
- Угорщина — A kölyök
- Фінляндія — Chaplinin poika
- Франція — Le Kid, Le gosse
- Хорватія — Mališan
- Чехія — Kid
- Швеція — Chaplins pojke

## Дати прем'єрного показу

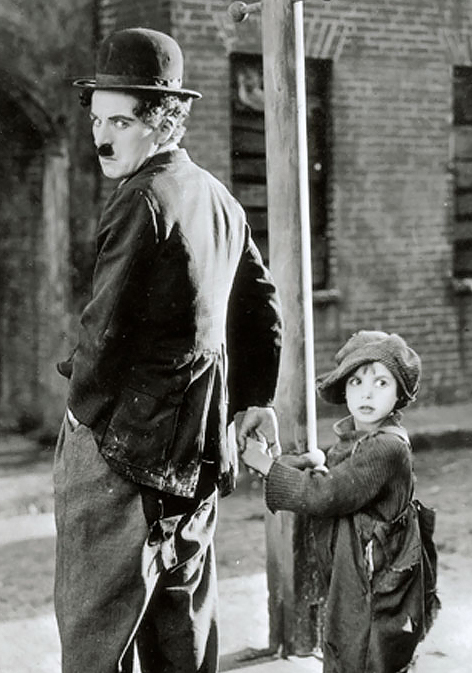
Чарлі Чаплін та Джекі Куган
у фільмі «Малюк»

Прем'єрні покази фільму в різних країнах розпочалися:
- Нью-Йорк — 21 січня 1921
- Сполучені Штати —  6 лютого 1921, 4 квітня 1972 (повторний реліз)
- Бразилія — 6 травня 1921
- Данія — 14 березня 1922, 17 липня 1957 (повторний реліз)
- Швеція — 20 березня 1922
- Чехословаччина — 1923 (прем'єра в Празі)
- Фінляндія — 30 квітня 1923, 20 грудня 1957 (повторний реліз), 15 грудня 1978 (повторний реліз)
- Португалія — 28 травня 1923, 3 квітня 1981 (повторний реліз), 11 грудня 2014 (повторний реліз)
- Німеччина — 9 листопада 1923, 15 травня 1997 (повторний реліз)
- Болгарія — 1924
- Естонія — 19 вересня 1924
- Норвегія — 3 травня 2000 (Kristiansand International Children's Film Festival)
- Греція — 6 лютого 2004 (повторний реліз), 10 жовтня 2010 (Silent Film Festival)
- Польща — 1 лютого 2008 (повторний реліз)
- Нідерланди — 27 лютого 2014 (повторний реліз)